# متدليات البذور
متدليات البذور أو الفريميات (الاسم العلمي: Phrymaceae)، فصيلة نباتات صغيرة من رتبة الشفويات. لديها أنتشار عالمي تقريبًا، ولكن يتركز تنوعها في مركزين، واحد في أستراليا، والآخر في غرب أمريكا الشمالية. توجد موائل متنوعة، بما في ذلك الصحاري ومصارف الأنهار والجبال.